# Pumpustjärnen
Pumpustjärnen är en sjö i Mora kommun i Dalarna och ingår i Dalälvens huvudavrinningsområde.